# Visione (Thomas Mann)
Visione (Vision) è un racconto dello scrittore tedesco Thomas Mann, apparso per la prima volta nel 1893 sul giornalino scolastico "Der Frühlingssturm", firmato con lo pseudonimo "Paul Thomas"; fu pubblicato in volume, postumo, nel 1958. Definito dall'autore «eine Prosaskizze» (uno schizzo in prosa) è cronologicamente il primo testo narrativo pubblicato da Thomas Mann.

## Storia editoriale
Vision fu pubblicato sul giornalino scolastico "Der Frühlingssturm, Monatsschrift für Kunst und Literatur" (titolo traducibile in "Tempesta di primavera, mensile di arte e letteratura"), fondato da Thomas Mann (il cui nome completo era Paul Thomas Mann) e da Otto Grautoff, all'epoca studenti diciassettenni del ginnasio "Katharineum" di Lubecca. Thomas Mann iniziò a scrivere Vision probabilmente nel mese di marzo 1893. Il racconto, che ebbe forse il titolo provvisorio di Farbenskizze (schizzo a colori), fu pubblicato nel secondo (e ultimo) numero del "Frühlingssturm", datato giugno-luglio 1893, con una dedica al "brillante artista Hermann Bahr". Il testo in lingua originale fu pubblicato in volume solo nel 1958. Dopo di allora, fu tradotto in varie lingue: in italiano da Marco Beck e da Patrizia Collesi, in inglese da Peter Constantine.

## Trama
Il breve racconto è il monologo di un uomo al quale di sera, mentre si accende una sigaretta, torna alla memoria una sua ex amante. L'immagine della donna, «affiorata dall'oblio, ricreata, plasmata, dipinta dalla fantasia», appare sfocata e frammentaria: una mano staccata dal corpo, appoggiata a un tavolo addobbato per una festa; le dita cingono la base del calice, su una delle dita «un anello di argento brunito, sul quale sanguina un rubino». Quando la mano sta per diventare braccio, scompare nel nulla. Quindi una perla si stacca dal fondo del calice e fluttua verso l'alto. Poi tutto scompare nell'oscurità. Conclude il narratore: «Mentre mi ritraggo indietro stanco, il dolore mi tormenta. Ma adesso lo so con certezza come allora tu mi amavi... ed è per questo che adesso posso piangere».

## Critica
Il primo racconto giovanile fu definito dall'autore «eine Prosaskizze» (un frammento narrativo impressionistico, uno schizzo in prosa). Italo Alighiero Chiusano lo giudica una «accordatura di strumenti estetizzante». Per Roberto Fertonani, Visione «rievoca, in un linguaggio segnato da frequenti fratture, un incontro d'amore (...) una passione adolescenziale delusa, magistralmente trattato, in clima romantico, nel racconto Primo amore di Turgenev». Claudia Lieb classifica Visione un testo neoromantico con riferimenti intertestuali ai motivi romantici dei sogni, della fantasia e dell'amante desiderato ma irraggiungibile Il motivo dell'amante sognato, in particolare, è dominante nelle prime poesie di Heine, nel racconto La casa disabitata di Hoffmann e nel poema Die Hand (1892) di Heinrich Mann. Hermann Kurzke mette in evidenza l'influenza sul giovane Mann dei simbolisti viennesi.

## Edizioni

### In lingua originale
- (DE) Paul Thomas, Vision: Prosa-Skizze, in Der Frühlingssturm, Monatsschrift für Kunst und Literatur, n. 2, Katharineum zu Lübeck, giugno-luglio 1893.
- (DE) Vision: Prosa-Skizze, in Erzählungen, collana Stockholmer Gesamtausgabe der Werke von Thomas Mann, VIII, 1ª ed., Frankfurt am Main, S. Fischer Verlag, 1958,  pp. 7-8.

### Traduzioni
- Thomas Mann, Visione, in Racconti, collana Collana Oscar Mondadori, traduzione di Marco Beck, Milano, Mondadori, 1978.
- Visione, in Racconti, collana Collezione Grandi tascabili economici ; 154, traduzione di Patrizia Collesi, Roma, Newton Compton, 1992,  pp. 2-3.
- (EN) Vision, "Prose Sketch", in Six Early Stories, traduzione di Peter Constantine, Los Angeles, Sun & Moon Press, 1997,  pp. 23-28, ISBN 1-55713-298-4.